# William Guarnere
William "Wild Bill" Guarnere (Philadelphia, 28 april 1923 – aldaar, 8 maart 2014) was een Amerikaans militair. Tijdens de Tweede Wereldoorlog vocht hij in Easy Company van het 506th Parachute Infantry Regiment, 101e Luchtlandingsdivisie, beschreven in het boek en de televisieserie Band of Brothers.

## Tweede Wereldoorlog
William Guarnere, die afkomstig was uit Philadelphia, ging op 15-jarige leeftijd bij het Citizen Military Training Corps. Na drie jaar in het CMTC te hebben gediend brak de Tweede Wereldoorlog uit en de CMTC werd opgeheven. Guarnere kreeg een kantoorbaan bij de militaire administratie, maar op zoek naar spanning meldde hij zich in 1942 aan bij de paratroepers. Hij werd ingedeeld bij de E Company van de 506th PIR in Camp Toccoa, Georgia. Na hun training vertrokken de mannen van Easy Company naar Engeland om zich voor te bereiden op de Tweede Wereldoorlog. Guarnere was bij drie grote acties van Easy Company tijdens de oorlog aanwezig: D-Day, Operatie Market Garden in Nederland en de Slag om de Ardennen. Guarnere was een van de twaalf paratroepers die onder leiding van luitenant Richard Winters vier Duitse 105mm-kanonnen bij Manoir de Brécourt onschadelijk maakten. Guarnere ontving hiervoor de "Silver Star". Zijn sterke haat en genadeloze houding tegenover de Duitsers, leverden hem de bijnaam "Wild Bill" op. Reden hiervoor was dat hij de dag voor D-Day hoorde dat een van zijn broers in januari door het Duitse leger werd gedood bij Monte Cassino in Italië. Guarnere werd beschouwd als een van de beste soldaten die Easy Company had tijdens de Tweede Wereldoorlog. In België hield de oorlog echter al op voor Guarnere: in de Ardennen nabij het plaatsje Foy raakte hij zwaargewond aan zijn been, toen hij zijn (eveneens aan het been) gewonde vriend Joe Toye wilde helpen. Het been van Guarnere was zo erg beschadigd dat amputatie noodzakelijk was en hij een kunstbeen kreeg. Hierdoor kwam Guarnere's deelname aan de oorlog tot een einde.

## Na de oorlog
In de zomer van 1945 werd William Guarnere voor tachtig procent gehandicapt verklaard. Desondanks was hij werkzaam als klerk, drukker, vertegenwoordiger en timmerman. In 1967 werd hij volledig arbeidsongeschikt verklaard en kreeg Guarnere een uitkering die het mogelijk maakte om volledig te stoppen met werken. Een jaar na de oorlog ontmoette Guarnere bij toeval zijn oude legermaatje Edward "Babe" Heffron, die eveneens in Philadelphia woonde. Sindsdien waren "Wild Bill" en "Babe" onafscheidelijk. Samen bezochten ze een aantal keer Nederland. Bill werd sinds zijn bekendheid door de serie Band of Brothers nogal op een voetstuk gezet. Dat wilde hij niet, maar hij liet het maar over zich heen komen.

## Band of Brothers
In de miniserie Band of Brothers wordt het personage van William Guarnere vertolkt door acteur Frank John Hughes. Guarnere hielp de acteurs die hem en zijn maten portretteerden en werkte intensief met regisseur Tom Hanks samen om details en sfeer van het verhaal zo dicht mogelijk bij de werkelijkheid te brengen.

## Decoraties
- Combat Infantryman Badge (2 onderscheidingen)
- Parachutist Badge with 2 combat jump stars
- Silver Star
- Bronze Star with Oak Leaf Cluster
- Purple Heart with Oak Leaf Cluster
- World War II Victory Medal
- Army Good Conduct Medal
- Presidential Unit Citation with Oak Leaf Cluster
- European-African-Middle Eastern Campaign Medal with three Service Stars and Arrow Device
- Army of Occupation Medal
- Croix de guerre
- Medal of a liberated France
- Commemorative Medal of the 1940–1945 War